# Манільські галеони

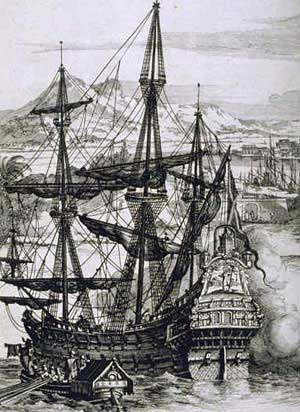
Іспанський галеон

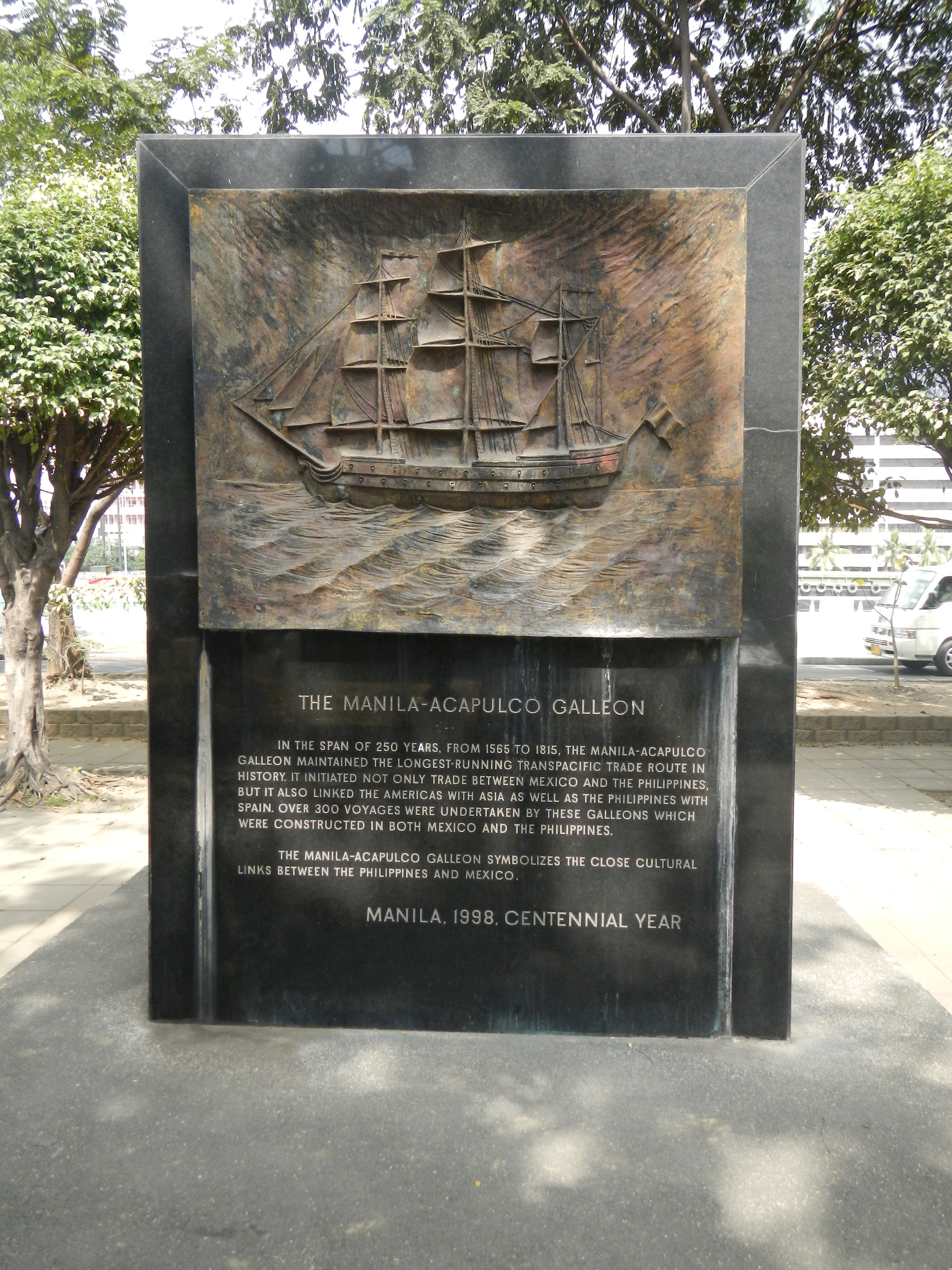
Пам'ятник галеонам на площі Іспанія в Манілі

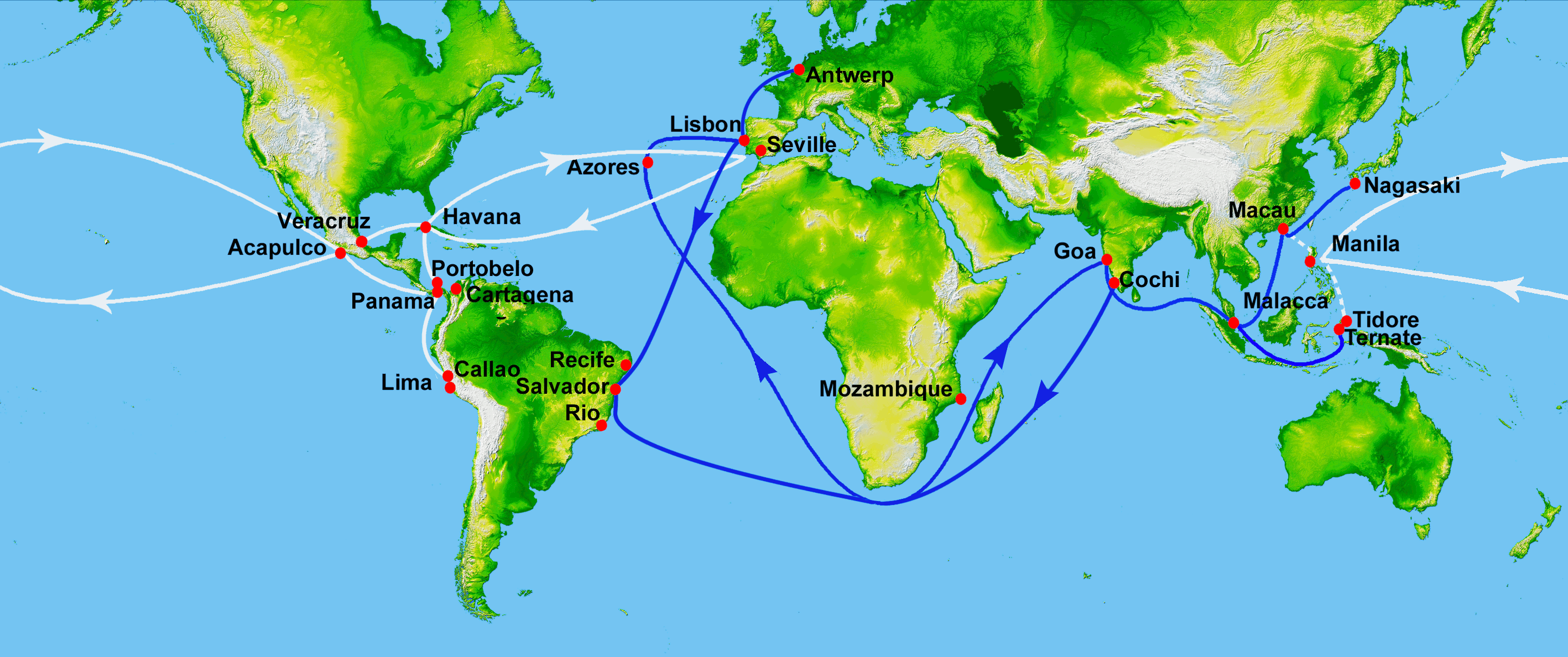
Португальські та іспанські торгові шляхи у 16 столітті

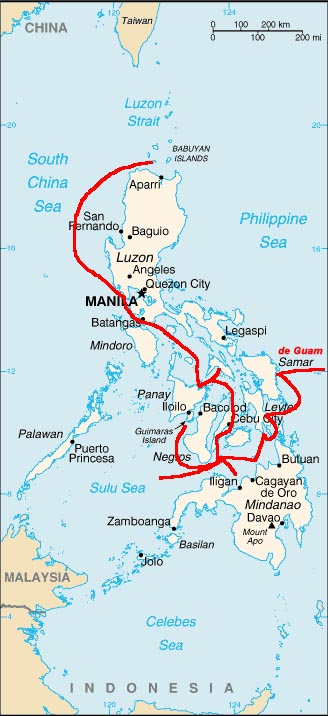
Шляхи першовідкривачів островів

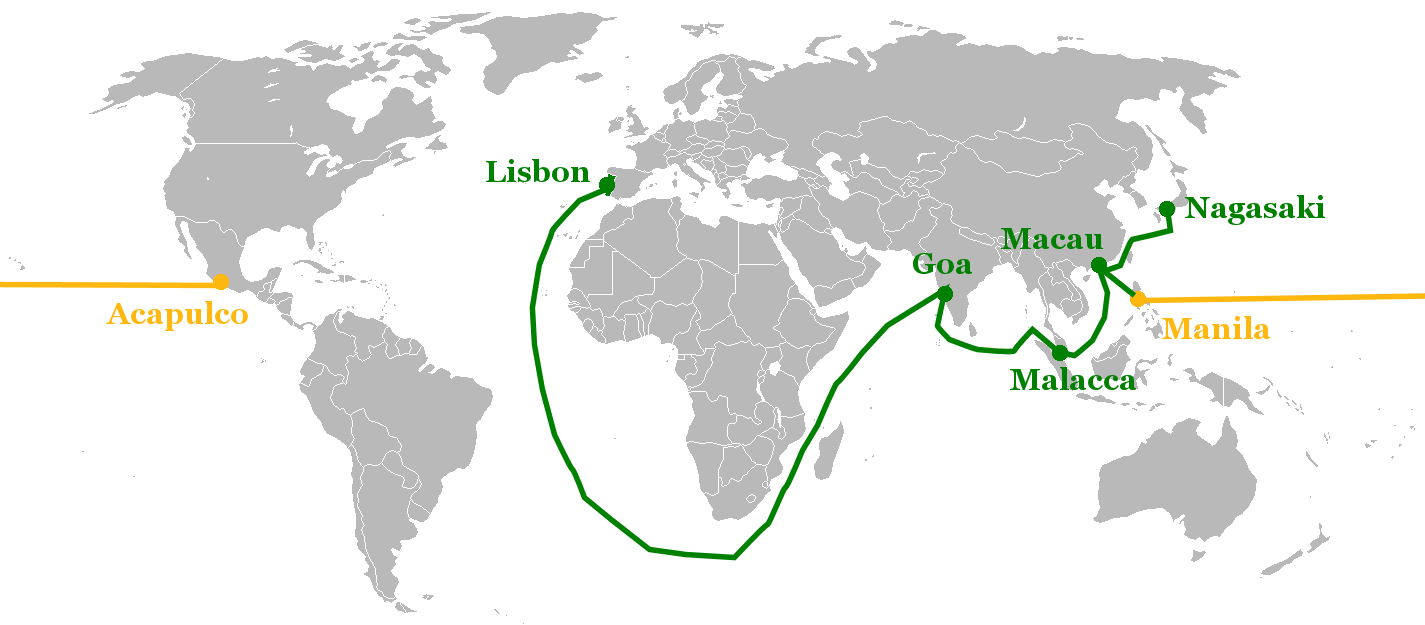
Торгові шляхи португальського Макао

Манільські галеони або галеони Маніла-Акапулько (ісп. Galeones de Manila-Acapulco) — іспанські торгові кораблі, що один або два рази на рік рухалися через Тихий океан між Манілою (Філіппіни) і Акапулько (Нова Іспанія, зараз Мексика). Назва галеонів змінювалася, та надавалася залежно від міста, з якого відпливав корабель. Ця лінія почала працювати в 1565 році, та діяла до початку 19 століття. Лише війна за незалежність Мексики поклала кінець рейсам галеонів. Хоча лінія почала працювати лише через 50 років після смерті Христофора Колумба, вона стала втіленням його мрії про торгівлю зі Сходом.

## Відкриття маршруту
Рейси галеонів Маніла-Акапулько почалися з відкриття Андресом де Урданетою, капітаном конвою флоту Міґеля Лопеса де Леґаспі, маршруту повернення з міста Себу до Мексики в 1565 році. При плануванні повернення флотилія розділилася, її частина вирушила на південь. Урданета ж розсудив, що пасати Тихого океану можуть формувати кільце, як це відбувається в Атлантичному океані, де кораблі зазвичай значно відхилялися на захід, щоб упіймати вітри, які повертали їх до островів Мадейра. Через це він вирішив перед поворотом на схід вирушити на північ, у надії спіймати пасати, що повернуть його до західного узбережжя Північної Америки. Хоча він відхилився до 38 широти, це дозволило йому дуже швидко досягти Америки біля мису Мендосіно (сучасна Каліфорнія), після чого уздовж берега він досяг Акапулько. Проте, і на таку подорож не вистачило запасів їжі, і частина його команди померла з голоду.
На початок 18 століття стало зрозуміло, що достатньо і меншого відхилення на північ, проте капітани галеонів ще довго продовжували рухатися уздовж небезпечного через часті тумани узбережжя Каліфорнії, відхиляючись від узбережжя Америки між мисом Консепсьйон і мисом Сан-Люкас. Саме для пошуку зручних місць зупинки були проведені перші дослідження Верхньої Каліфорнії, де галеони могли б поповнити запаси їжі та води. З другої половини 18 століття частим місцем зупинки стало місто Монтерей.
Попри визнання Урданети, першим повернувся з Філіппін до Нової Іспанії через північні широти інший учасник експедиції Алонсо де Арельяно (ісп. Alonso de Arellano), під командою якого був один з чотирьох кораблів експадиції Урданети — «Сан-Лукас». На підході до Філіппінських островів він без наказу залишив решту кораблів позаду і згодом з ними не возз'єднався. «Сан-Лукас» почав повернення 22 квітня і кинув якір в порту Барра-де-Навідад (Barra de Navidad) 9 серпня 1565 року, прибувши на два місяці раніше за корабель Урданети. Арельяно вдалося перетнути океан на двадцять днів швидше, провівши велику частину шляху між 40° і 43° північної широти. Враховуючи обставини, пов'язані з підозрою Арельяно в дезертирстві, очікуваної винагороди і визнання він не отримав.

## Торгівля прянощами
Торгівля була головним джерелом прибутку для більшості іспанських колоністів на Філіппінських островах. За весь час маршрут обслуговували 110 галеонів, які курсували між Манілою та Акапулько протягом 250 років (з 1565 по 1815 рік). До 1593 року галеони здійснювали три або більше рейсів на рік. Проте торгівля цим маршрутом стала настільки активною, що севільські купці, що до того мали фактичну монополію на торгівлю зі Сходом та побоювалися збільшення конкуренції, переконали короля Філіпа II прийняти закон, що обмежував число рейсів на маршруті двома на рік у будь-якому напрямку, при цьому у разі необхідності дозволявся конвой з військових кораблів.
З цими обмеженнями для торговців та адміністрації Філіппін стало важливим будівництво якнайбільших галеонів, що ймовірно були найбільшими кораблями у світі протягом всього часу свого існування. В 16 столітті вони мали водотоннажність від 1700 до 2000 тонн, будувалися з філіппінської деревини та могли перевозити до тисячі пасажирів. Галеон «Консепсьйон» (ісп. Concepción), спущений на воду в 1638 році, був від 43 до 49 м завдовжки та мав водотоннажність 2000 тонн. «Сантисіма-Тринідад» (Santísima Trinidad) був 51,5 м завдовжки. Більшість цих галеонів будувалися на Філіппінах, і тільки 8 (зі 110) в Мексиці. Торговий маршрут припинив роботу, коли Мексика отримала незалежність від Іспанії в 1821 році та Іспанська Корона взяла на себе прямий контроль над Філіппінами. Це практично ізолювало Філіппіни на деякий час, до середини 19 століття, коли після впровадження парових суден та будівництва Суецького каналу час подорожі від Іспанії до Філіппін скоротився до 40 днів.
Головними товарами, що перевозили галеони, були прянощі, порцеляна, слонова кістка та вироби з неї, вироби з лакованої деревини і шовкові тканини, ці товари збиралися з Островів Прянощів та Південно-Східної Азії та згодом переправлялися до Європи. У східному напрямку переважно пересилалося мексиканське срібло, а розрахунки здійснювалися за срібним стандартом. Після прибуття до Нової Іспанії вантажі з Філіппін перевозилися сушею до міста Веракрус на узбережжі Мексиканської затоки, звідки вони доставлялися до Іспанії. Загалом маршрут уникав довгого та небезпечного шляху через Індійський океан навколо мису Доброї Надії, що контролювався голландцями після захоплення ними у португальців Капської колонії. Іспанці також намагалися налагодити переправу через Панамський перешийок, набагато вужчий за Мексику, проте густі джунглі та малярія робили ці спроби безнадійними.
Зазвиачай дорога через Тихий океан від Маніли до Акапулько займала чотири місяці, а галеони були головною сполучною ланкою між Філіппінами та столицею Віцекоролівства, Мехіко (звідки керувалися Філіппіни), а таким чином і до Іспанії. В результаті такого зв'язку багато «іспанців» на Філіппінах були насправді мексиканського походження, а іспанська культура Філіппін найбільш нагадує мексиканську. Навіть після отримання Мексикою незалежності, торгівля між двома територіями продовжувалася, за винятком короткої перерви під час Іспано-американської війни.
Аварії Манільських галеонів увійшли до легенд, з якими по відо́мості суперничають лише аварії кораблів зі скарбами в Карибському морі. В 1568 році власний корабель Міґеля Лопеса де Леґаспі, «Сан-Пабло» (San Pablo, 300 тонн) став першим кораблем, що зазнав аварії на шляху між Манілою та Мексикою.